# 南カリフォルニア大学

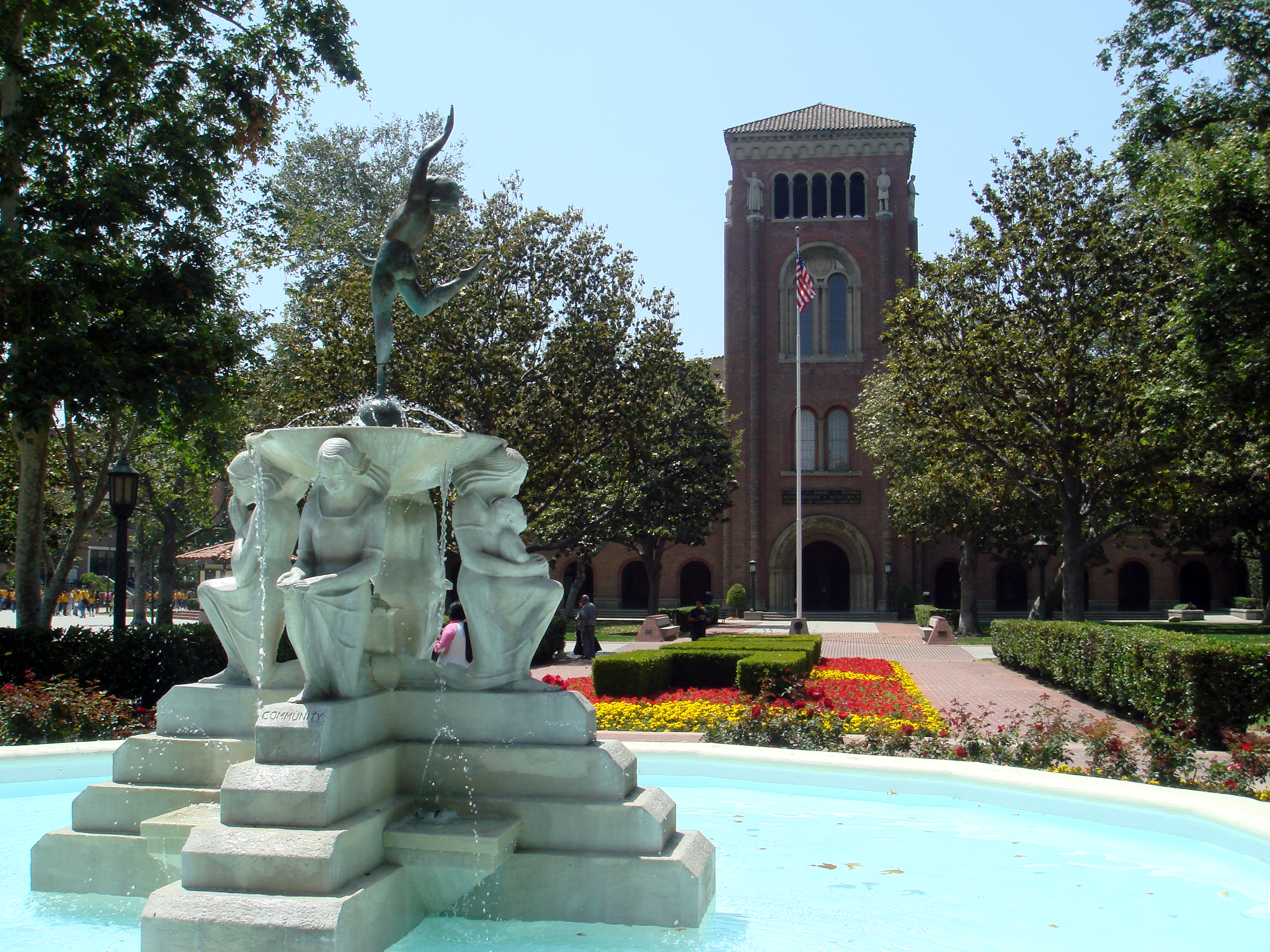
学務管理棟 Bovard Administration Building

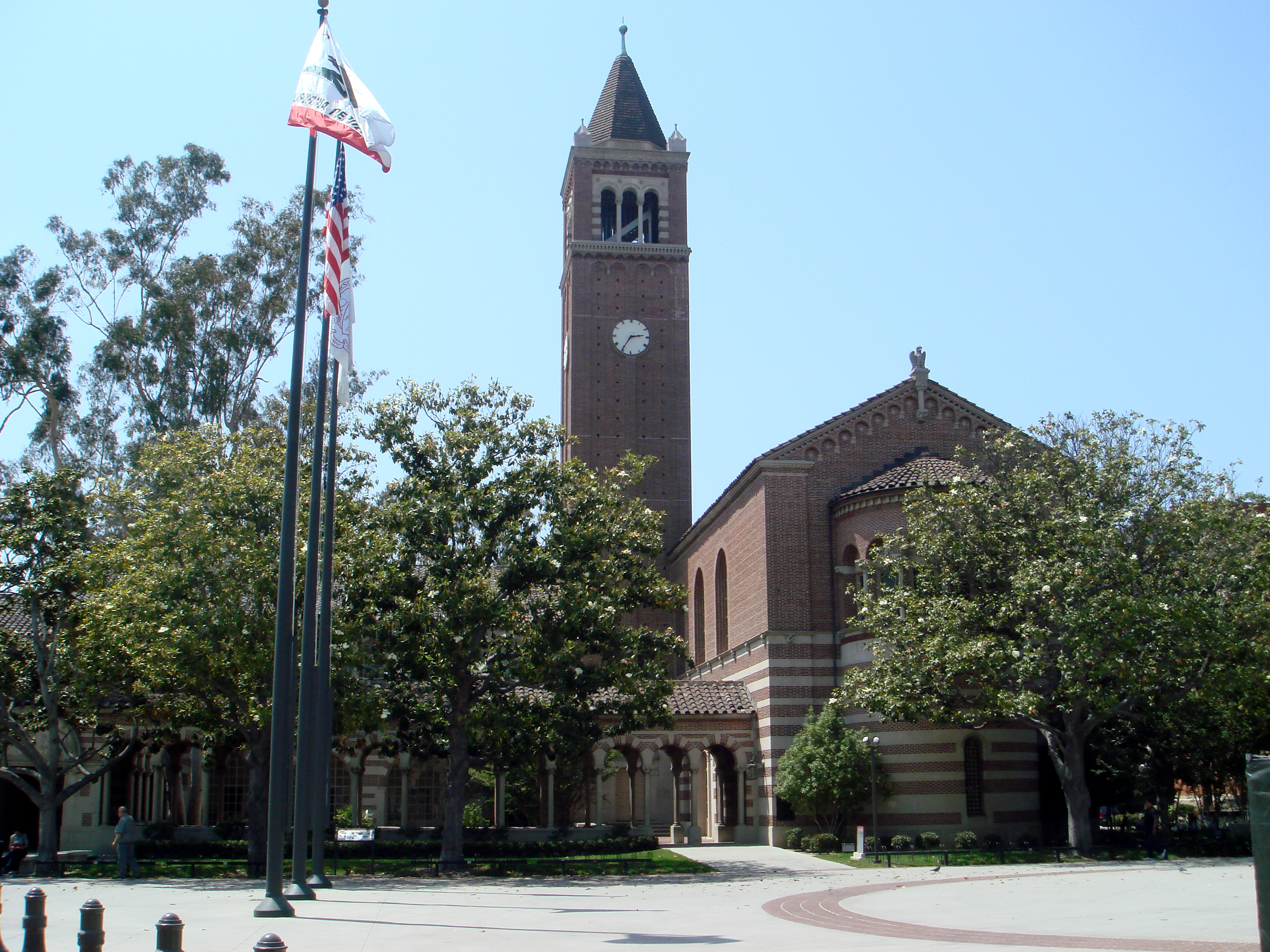
哲学科校舎 Mudd Hall of Philosophy

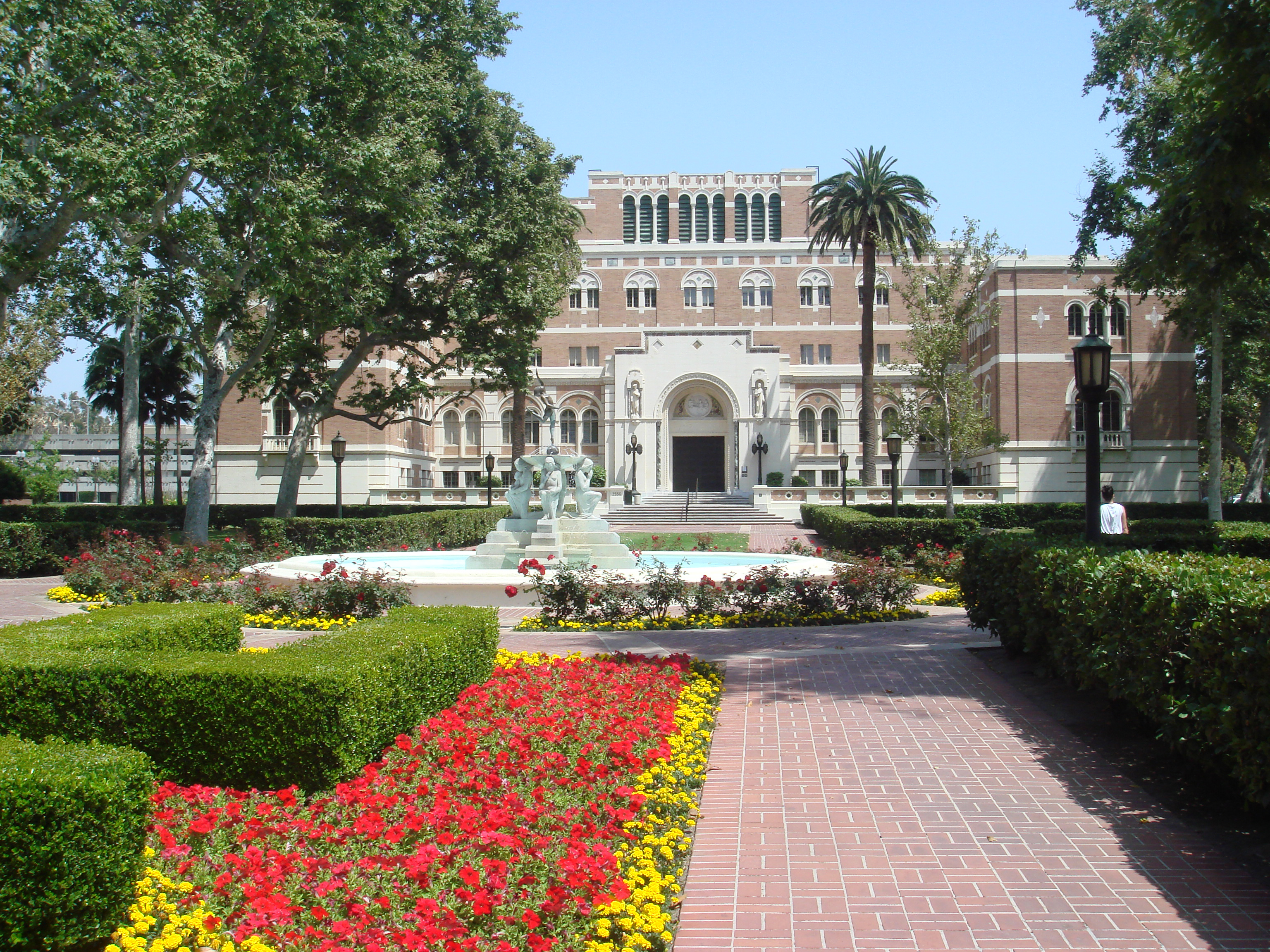
ドヘニー図書館

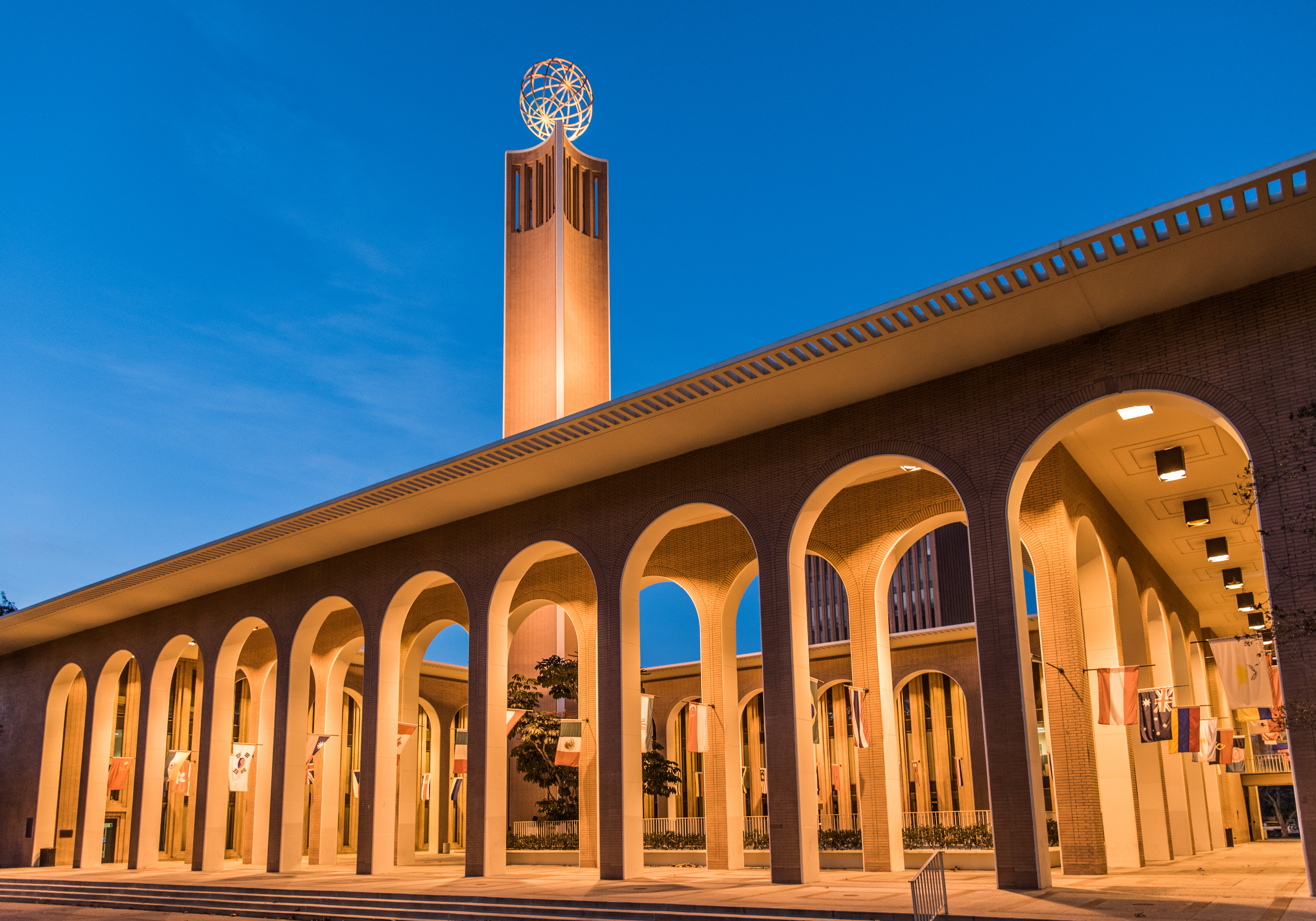
USC公共政策大学院（USC Price）

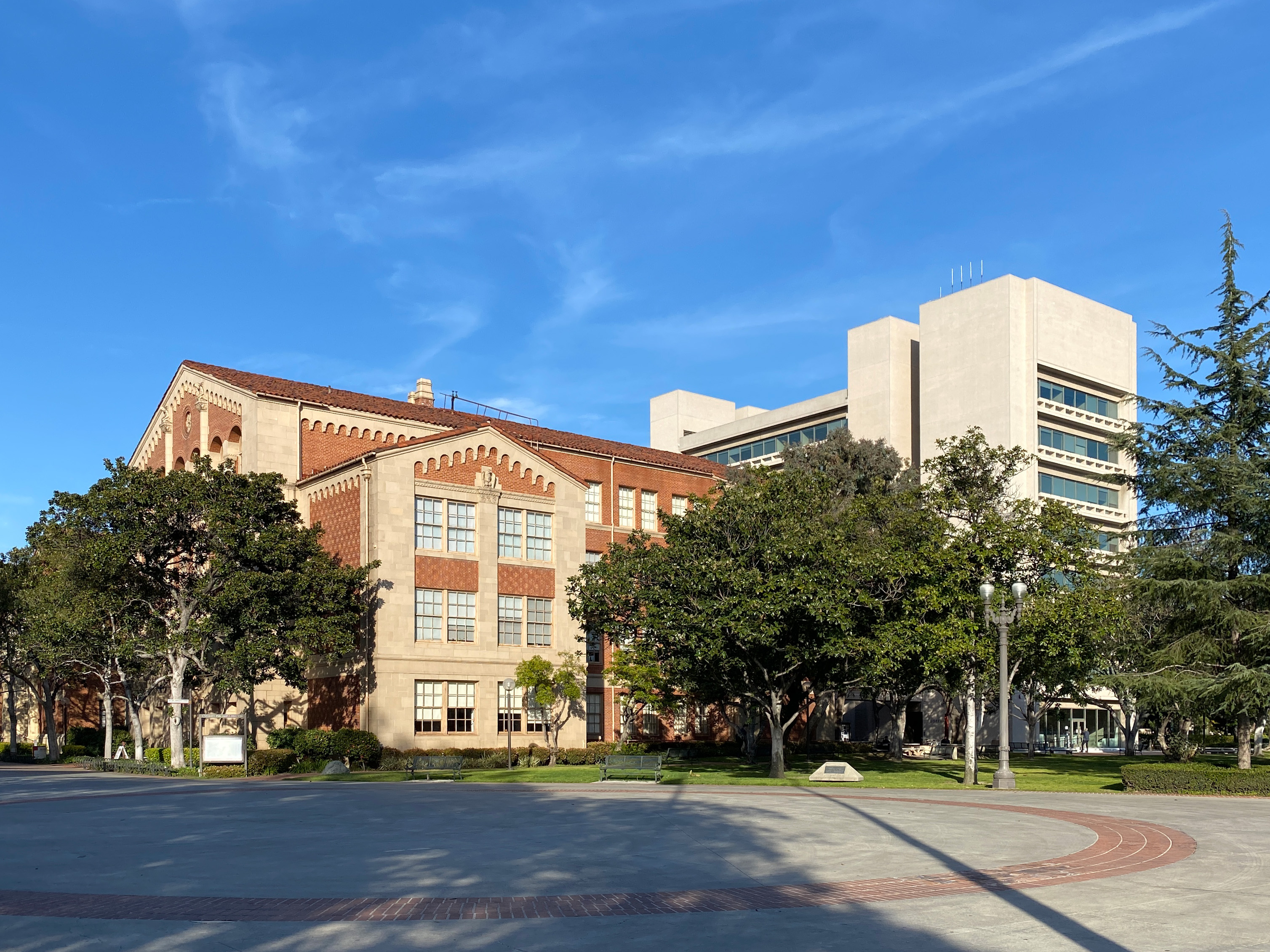
USCマーシャル・スクール・オブ・ビジネス（経営大学院）

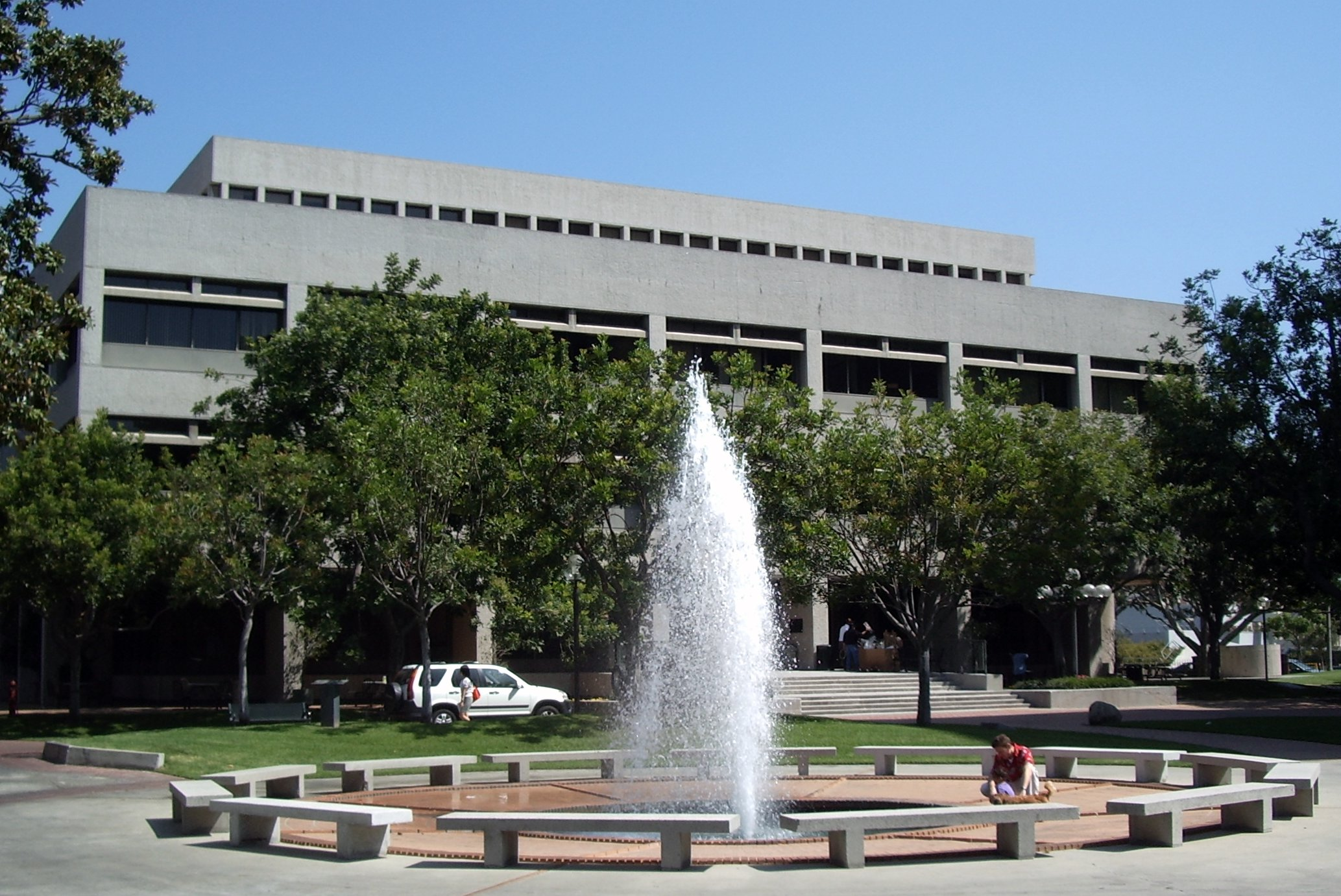
USCロースクール（法科大学院：USC Gould）

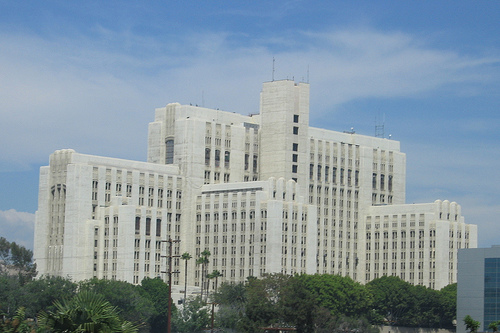
USCケック医学校（医学大学院）

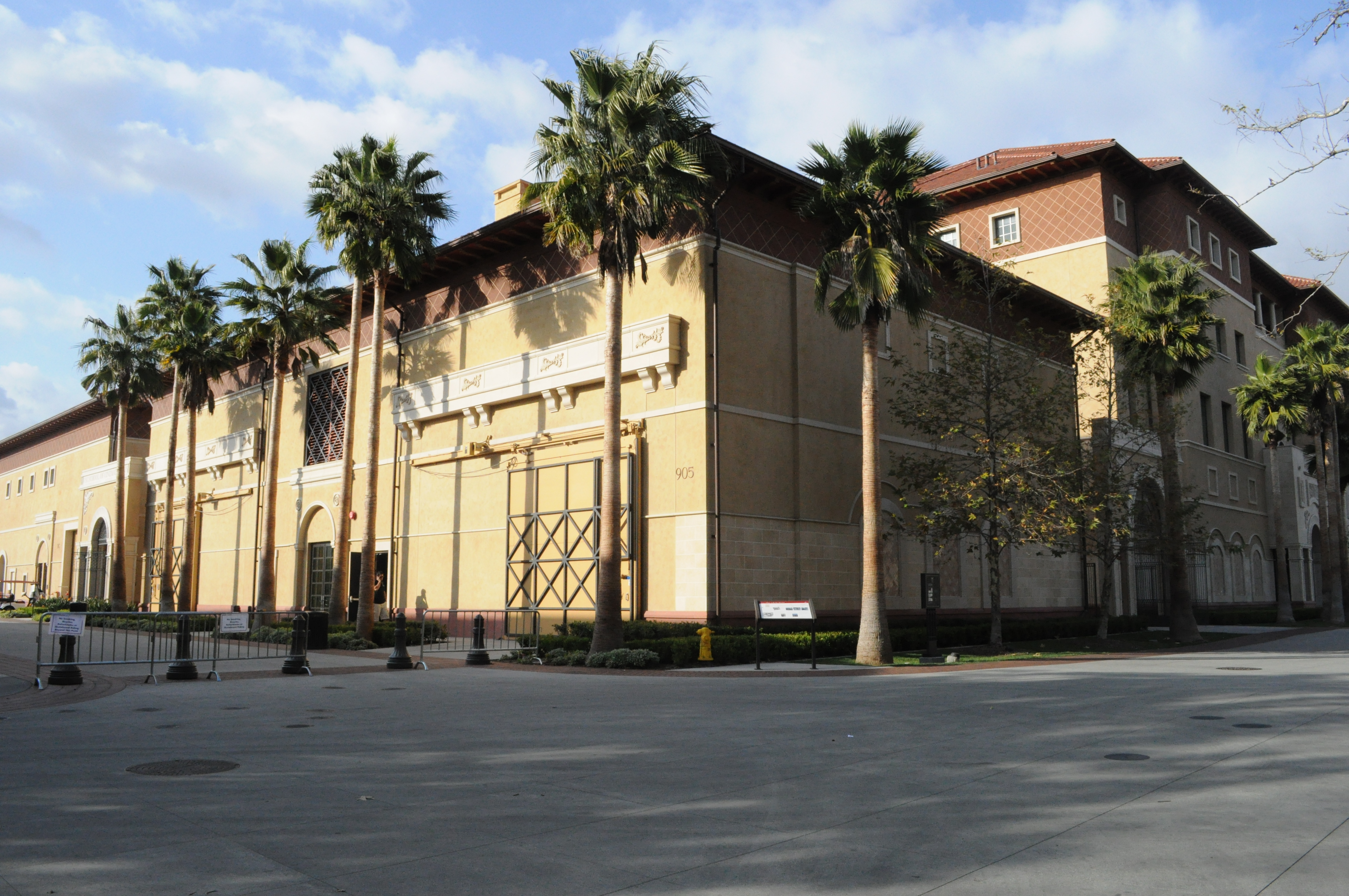
USCシネマティック・アートスクール（映画芸術学校）

南カリフォルニア大学（みなみカリフォルニアだいがく、英語: University of Southern California 頭字語：USC）は、カリフォルニア州最大の都市ロサンゼルスの中心地に位置し、カリフォルニアで最も古い総合私立大学である。1880年に設置された。サザン・カリフォルニア大学とも呼ばれる。
全米屈指の名門校であり、最難関クラスに位置している。公共政策、工学、経営学では全米トップ15前後、法学、医学では全米トップ20前後、映画学においてはほぼ全てのランキングにおいて全米第1位を誇っており、USCケック医学校を擁する医療では、スタンフォード大学やイエール大学の付属病院と並ぶ世界的な医学研究の拠点となっている。デューク大学、スタンフォード大学などとともにヒドゥン・アイビーに数えられる。
11人のローズ奨学者と12人のマーシャル奨学者が卒業生の中に含まれる。2021年1月時点で、ノーベル賞受賞者10名、マッカーサー・フェロー6名に加えて、チューリング賞受賞者1名が大学に籍を置く。2018年5月以降、億万長者となった29名の卒業生に学位を授与している。卒業生の中には、人類で初めて月面に降り立ったアポロ11号の宇宙飛行士ニール・アームストロング、映画『スター・ウォーズ』や『インディ・ジョーンズ』の製作者ジョージ・ルーカスがいて、日本では安倍晋三と三木武夫首相が在学した大学としても知られている。
USCは、世界の他のどの機関よりもアカデミー賞を受賞した卒業生を多く輩出している。その特色から、非常に多くの映画人、経営者そして宇宙飛行士を輩出しており、実に15人もの宇宙飛行士がこの大学の同窓生である。
スポーツ界ではオリンピックのメダリストおよび金メダリストの数が、世界の大学の中で一番多く、トップレベルで活躍するアスリートも多くいる。

## 大学の特色
USCの校訓は、ラテン語: Palmam Qui Meruit Ferat「栄誉を得る者は栄誉を負う」（英: let whoever earns the palm bear it）。創立者は、ロバート・M・マクレイである。
メインキャンパス (University Park Campus) は、ロサンゼルス・ダウンタウンの南に位置するロサンゼルスオリンピック会場の隣にあり、他に医学部などが入るHSC (Health Sciences Campus)、#情報工学系研究機関のUSC-ISI（USC Information Science Institute）等が各地に所在する。映画芸術学部（USC School of Cinematic Arts）はジョージ・ルーカス、ロバート・ゼメキス、ロン・ハワード、ブライアン・シンガー、ジョン・カーペンターなどの著名な監督を輩出した全米最古のフィルムスクールで、クアルコム社 (Qualcomm) 共同設立者のアンドリュー・ビタビなどが卒業生に名前を連ねる。この映画芸術学部をはじめ、全米屈指の映像関連の教育機関として学部生向けに良質な高等教育を提供する大学という側面に加えて、後述するISIを擁するなど、工学系研究機関としての側面も持っている。「ロバート・ゼメキス・センター・フォー・デジタルアーツ」は東京工科大学との提携によりセンター内に「東京工科大学ディジタル・スタジオ・システムズ・ラボ」を設置、日本工学院は2001年よりUSCの同センター研修と日本に教員を招聘する交流プログラムを取り交わしてきた。
ISIはカリフォルニア州マリナ・デル・レイに置かれ、IPアドレスなどを管理するInternet Assigned Numbers Authority (IANA) の運営者としてネットワーク研究を行っている。TCP/IP、DNSといった今日のネットワークの基幹をなすこれらの技術の誕生にも、この研究所が重要な役割を果たしている。インターネットの元型といえるアメリカ国防総省によるアーパネットプロジェクトを運営、管理していたという歴史もある。また米国立スーパーコンピュータ応用研究所（NCSA＝National Center for Supercomputing Applications）などとの共同プロジェクトとして、グリッドコンピューティングのインフラとしてよく使われるGlobus Toolkitも率いてきた。この研究所には、インターネットの基幹技術の開発、標準化に貢献をし、時に「インターネットの神様」と呼ばれるジョン・ポステル博士が1998年に亡くなるまで在籍していた。
USCは、数学や計算機科学の手法を分子生物学の世界にいち早く持ち込み、「バイオインフォマティクス（生命情報科学）の父」とも言われるウォーターマン博士もこの大学に在籍し、近年、新しいビルを建設して生物学・医学・数学・計算機科学などの分野が協調して研究を行う環境づくりなど、総合大学の特性を生かした学際的研究も盛んである。
2019年度の合格率は11%。2018年度の合格者の平均GPAは3.90（4.0点満点）、SATの平均値は1400-1530点（1600点満点）であった。2010年の判決で、「USC」と「SC」は、他の大学が使用できないトレードマークとなった。

## ランキング

### 学部課程ランキング
- QS世界大学ランキング USA (全米大学総合ランキング）： 第15位（2020年度）[24]
- タイムズ・ハイアー・エデュケーション（全米大学総合ランキング）： 第17位（2019年度）[25]
- US NEWS National Universities Ranking（全米大学総合ランキング）： 第22位（2020年度）[26]
- CWUR世界大学ランキング : 第44位（2019年度) [27]
- 世界大学学術ランキング： 第55位（2019年度）[28]
- US NEWS Best Undergraduate Business Programs（全米学士ビジネスプログラムランキング）： 第10位（2019年度）[26]

### 専門大学院
- 公共政策大学院（USC Price）：第15位[29]
- 工学大学院：第15位[29]
- 法科大学院（USC Gould）：第16位[29]
- 経営大学院（USCマーシャル・スクール・オブ・ビジネス）：第17位[29]
- 医学大学院（USCケック医学校）：第28位[29]

### その他ランキング
- THE 世界億万長者出身校ランキング： 第4位 (2014年調べ)[30]

## スポーツ

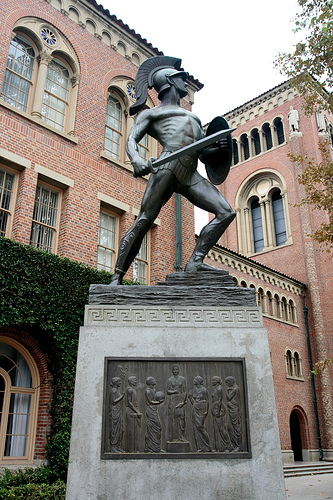
トミー・トロージャン

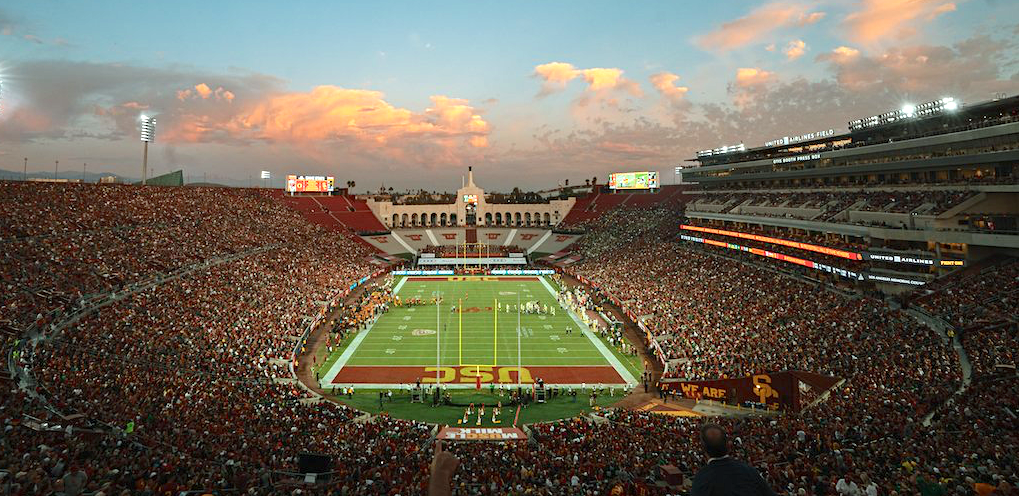
ロサンゼルス・メモリアル・コロシアム

USCの学生スポーツチームは「USCトロージャンズ」と呼ばれ、大学マスコットとして大学構内にはトロイの木馬の戦士の銅像「トミー・トロージャン」が飾られている。
USCトロージャンズはパシフィック12カンファレンスに属し、全チーム合計で全米選手権において122回制覇している。347人がNCAA（全米大学体育協会）チャンピオンに輝いており、スポーツ界においては全米一の実績がある。アメリカンフットボールにおいては10度ナショナルチャンピオンになっており全米一を誇っている。
オリンピックでは、1912年以来毎回ゴールドメダリストを誕生させている世界唯一の大学でもある。金メダルの総獲得数は135個で、1つの大学の獲得数が世界の国の中では12番目に位置する。ロンドンでの金メダルは14個。
同じロサンゼルスに所在するカリフォルニア大学ロサンゼルス校（UCLA）とは、学業面も含めてライバル関係にあり、アメリカンフットボール対抗戦では毎年恒例のノートルダム大学戦が有名である。USCのマーチングバンドはアメリカンフットボールの試合等全米テレビに中継される機会が多く、ファイトソング等はアメリカンフットボールファンの耳に焼き付いており非常に有名である。2005年に東京、2008年にはブラジルのリオデジャネイロにマーチングバンドチームが海外遠征して街中でパレードを行った。

## 著名な出身者
- 宇宙飛行士：人類最初の月面着陸を行ったアポロ11号のニール・アームストロング船長は、 USCの卒業生である[注釈 2]。黒人初の米国航空宇宙局 (NASA) 局長、チャールズ・ボールデンは1977年に修士号を取得。
- 財界：Apple共同創始者のマイク・マークラ、セールスフォース創始者のマーク・ベニオフ、クアルコム共同設立者のアンドリュー・ビタビ、キンコーズ創業者のポール・オーファラ（英語版）、ロサンゼルス・レイカーズオーナーのジェリー・バス、など、多くの経営者を輩出している。アシストの代表取締役社長ビル・トッテンは経済学博士号を取得している。台湾でスターラックス航空創業者の張國煒は元エバー航空董事長で、経済学学士課程を修了[31]。
- 政界：エジプトのムハンマド・ムルシー大統領は工学博士号を取得している。アメリカ史上初のセカンドジェントルマン、ダグ・エムホフは法務博士号を取得している。
- スポーツ：オリンピックの歴代の代表選手や金メダル選手のうち、陸上競技に関してはアリソン・フェリックスやマイケル・ノーマンなどが当てはまる。また、野球界では元千葉ロッテマリーンズ監督のボビー・バレンタインも卒業生である。
- 映画：ジョージ・ルーカス、ロバート・ゼメキス、ロン・ハワード、アルバート・S・ラディ他。ジョン・ウェインも一時期、この大学に在籍した（財政的理由にて中退）。
- テレビ：ションダ・ライムズ、エリック・クリプキ他。
- 音楽：映画音楽家はジェリー・ゴールドスミス、ジェームズ・ホーナー、マルコ・ベルトラミなど多数が同窓生である。またアメリカのロックバンド、オフスプリングのボーカル兼ギタリストであるデクスター・ホーランドは同大学で精神医学を専攻していた。
- 建築：同窓生ではフランク・ゲーリーとトム・メインが著名。
- 軍人：湾岸戦争で多国籍軍を指揮したノーマン・シュワルツコフ陸軍司令官[注釈 3]は大尉時代、大学院にて航空工学の修士号を修得した。
- 国際政治：攻撃的現実主義の主要な論者ジョン・ミアシャイマー教授は当学にて修士号を取得してシカゴ大学で教壇に立つ。

日本人の同窓生、留学生
- 政治家：二階堂進、三木武夫。安倍晋三は1978年に入学し、外国人向けの英会話コースを履修した後、1979年に中退した[要出典]。佐藤啓（参議院議員）
- 実業家：関本雅一、民秋史也、中内正。マダム・ホーは、2008年にUSC顧問に就任した。
- 学識経験者：青柳宏、板津木綿子、谷岡一郎、堺三保、田中義郎、道又爾、森谷敏夫。
- マスコミ関係者：高崎一郎[注釈 4]は青山学院大学在学中に留学した。

## 著名な教員
姓の50音順。
- 安芸敬一 - 地震学者
- アリー・ウォーシェル - 化学者、ノーベル化学賞 受賞者
- マイケル・ウォーターマン（英語版） - 分子生物学者、Smith-Watermanアルゴリズム開発者
- レオナルド・エーデルマン - コンピュータ科学者、RSA暗号発明への貢献によりチューリング賞受賞[注釈 5]。
- ジョージ・オラー - 化学者、ノーベル化学賞受賞者
- マニュエル・カステル - 社会学者、専門は都市社会学
- 片田さおり - 国際政治経済学者、世界国際関係学会副会長
- マレー・ゲルマン - 物理学者、ノーベル物理学賞受賞者
- 五嶋みどり - バイオリニスト、ヤッシャ・ハイフェッツ記念教授
- ソロモン・ゴロム - 数学者、情報工学者
- スティーヴン・トゥールミン - 哲学者
- 真木和美 - 物理学者
- ジェームズ・ヘックマン - 経済学者
- リチャード・E・ベルマン - 応用数学者、動的計画法考案者
- ダニエル・マクファデン - 経済学者、ノーベル経済学賞受賞者
- ジャン＝ジャック・ラフォン - 経済学者

## 日本の学生交流協定校
50音順。
- 慶應義塾大学
- 神戸大学
- 昭和薬科大学
- 東京大学
- 東京医科歯科大学
- 東京藝術大学
- 東京工科大学
- 東京薬科大学
- 名古屋市立大学
- 日本医科大学
- 明治大学
- 早稲田大学